# رافي فارمان
رافي فارمان هو مصور سينمائي، منتج، مخرج وكاتب هندي. عمل في الغالب مع أفلام اللغات الهندية التاميلية والماليالامية والهندية. بدأ رافي فارمان حياته المهنية في تصوير الأفلام الواقعية والشعور الشعري، وبدأ حياته المهنية في أفلام المالايالامية. قام بإخراج فيلم رومانسي في التاميل بعنوان «موسكو كافيري»، كما قام بتصوير الفيديو الموسيقي لأغنية «بيرد فلو» لكاتبة أغاني التاميل البريطانية إم.آي.أيه.

## روابط خارجية
- رافي فارمان على موقع IMDb (الإنجليزية)
- رافي فارمان على موقع ألو سيني (الفرنسية)
- رافي فارمان على موقع أول موفي (الإنجليزية)